# Länsväg

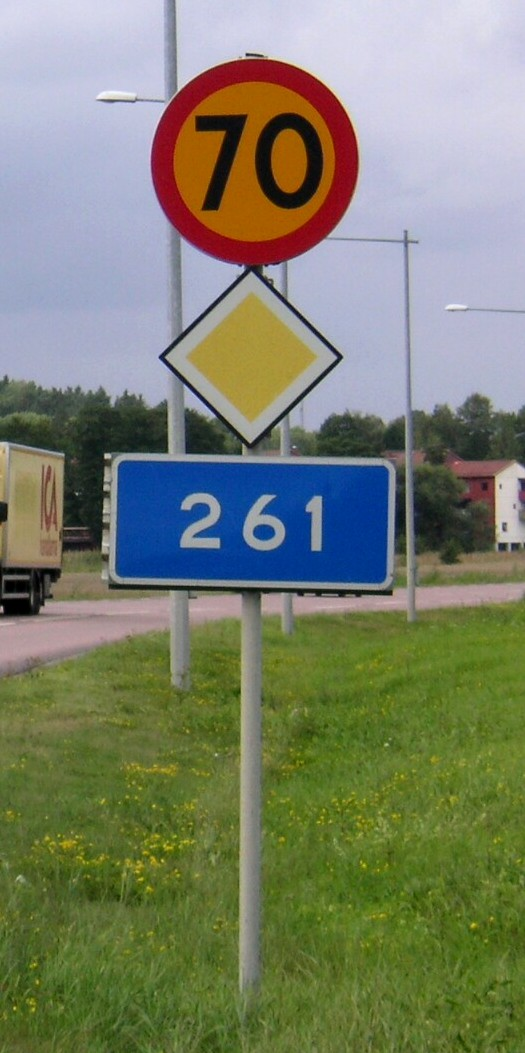
Bewegwijzering van een primaire länsväg.

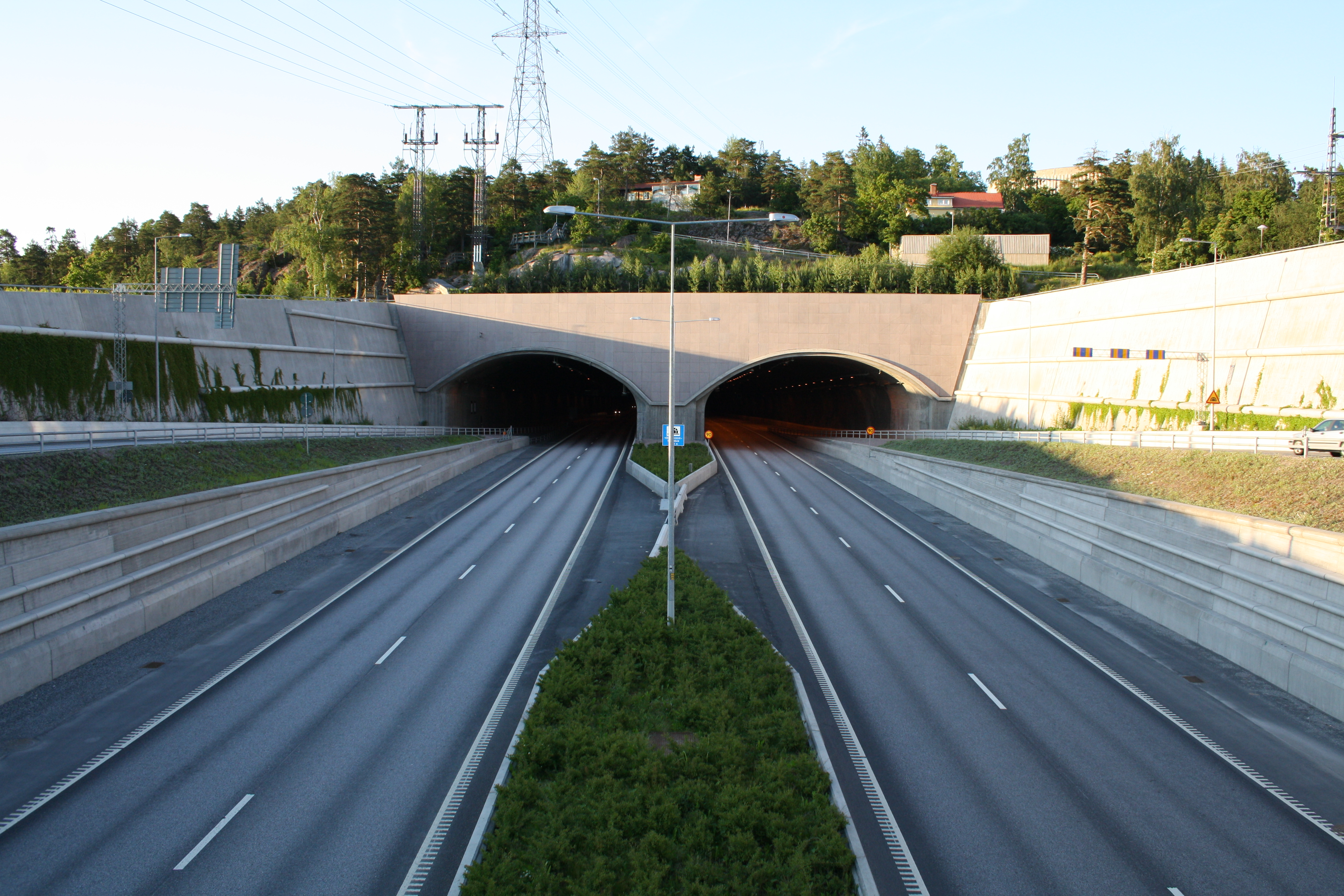
Primaire länsväg 265 is uitgebouwd als snelweg.

Een Länsväg is een genummerde hoofdweg in Zweden. Na de Riksvägar zijn dit de belangrijkste verbindingswegen van het land. Een länsväg is genummerd met de cijfers 100 t/m 9999, en in het beheer van het betreffende län (provincie) waarin de weg loopt. Er ligt ongeveer 82873 kilometer aan deze wegen over het hele land verspreid. Er zijn drie soorten länsvägar in Zweden:

## Primär (primaire) länsväg

### Nummers 100 t/m 499
Een primaire länsväg is altijd verhard en vormt een verbinding tussen twee of meer plaatsen. Deze weg kan over meerdere provincies lopen zonder een ander nummer te krijgen en kan alle soorten weg aannemen, zoals een autosnelweg, autoweg of tweestrooks hoofdweg. Deze soort länsväg wordt altijd bewegwijzerd met een blauw schildje met een witte rand en witte cijfers. De langste primaire länsväg is 325 km en de kortste 3,3 km.

## Sekundär (secundaire) länsväg

### Nummers 500 t/m 2999
Een secundaire lansväg is soms verhard, maar vaker een halfverharde zand- of grindweg. Per provincie kan de grens van verkeersintensiteit erg verschillen om een weg als verharde of halfverharde weg uit te bouwen. Sommige secundaire länsvägar kunnen dan ook bij een provinciegrens plotseling over gaan op een halfverharde weg. Deze soort weg wordt zelden bewegwijzerd en kent zelden een hoge verkeersintensiteit. Iedere provincie mag zelf de wegen nummeren, waardoor het veel voorkomt dat een nummer meerdere malen voorkomt in verschillende provincies.

## Tertiär (tertiaire) länsväg

### Nummers 3000 t/m 9999
Een tertiaire länsväg is de minst belangrijke soort weg in Zweden. Deze categorie is bijna altijd halfverhard of onverhard en verbindt twee gehuchten of huizen met elkaar. Dit type weg wordt nooit bewegwijzerd en is puur en alleen voor administratieve doeleinden in het leven geroepen. Iedere provincie mag zelf de wegen nummeren, waardoor het veel voorkomt dat een nummer meerdere malen voorkomt in verschillende provincies.

## Fotogalerij

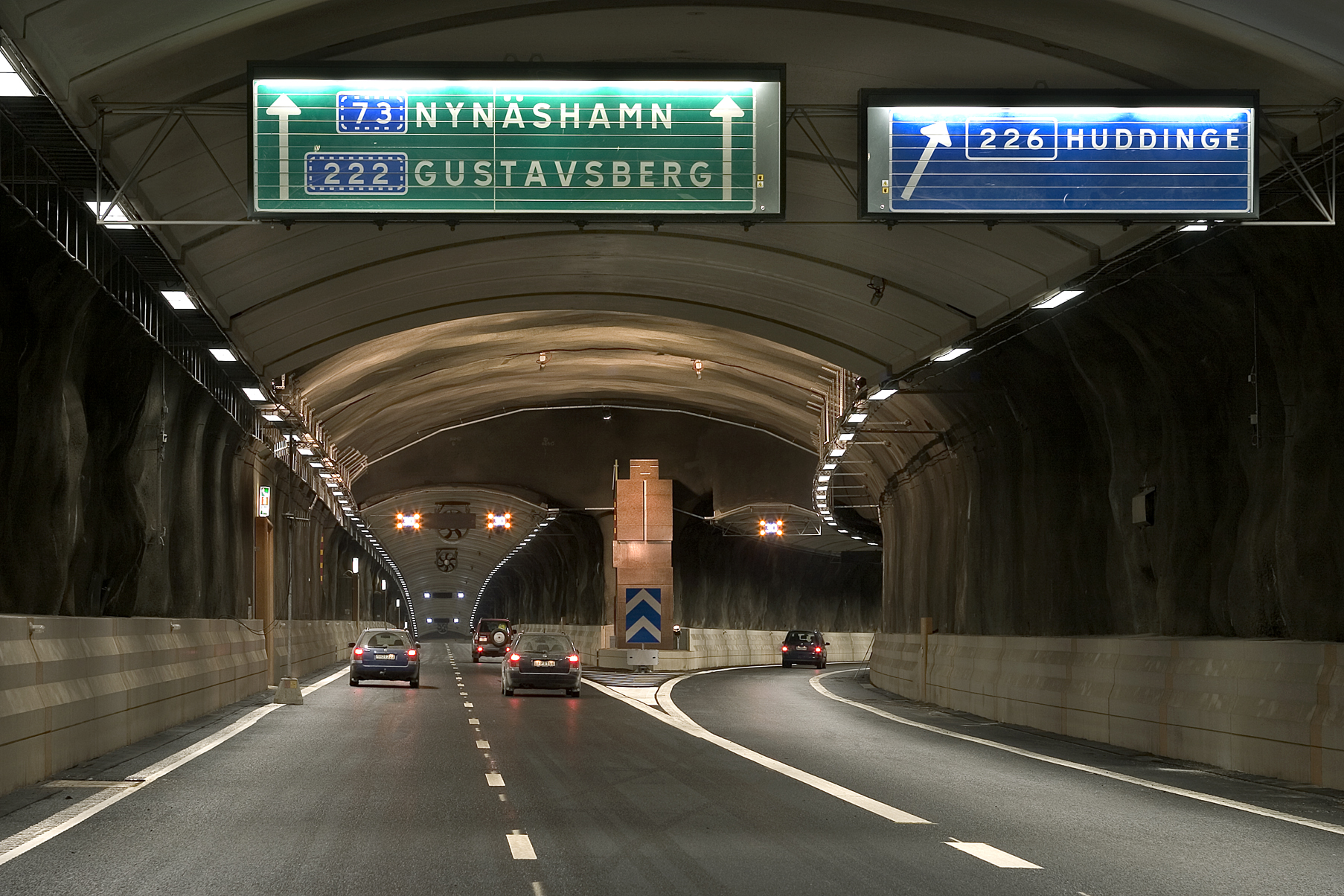
Afrit naar een länsväg, aangegeven op een snelweg
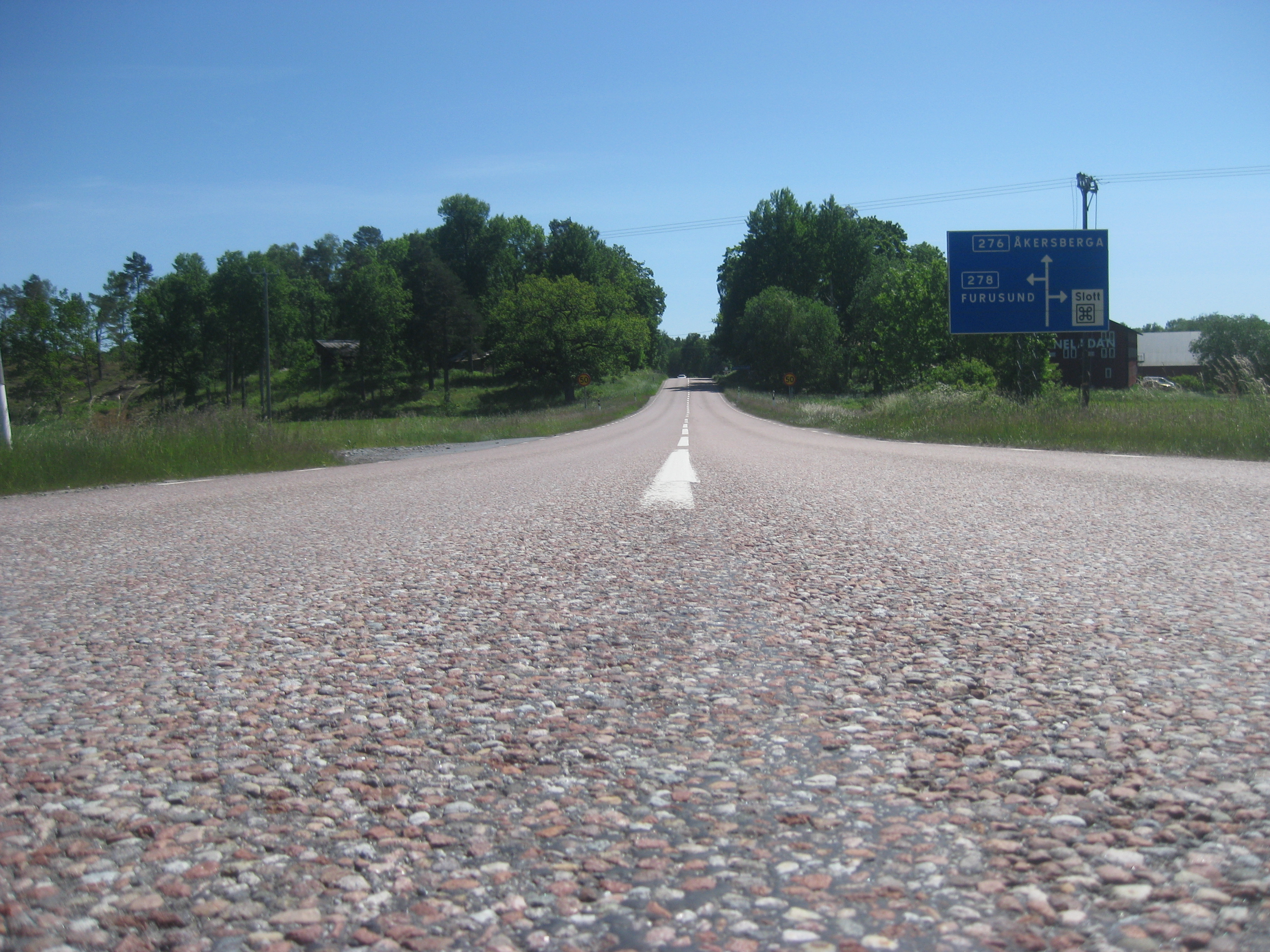
Länsväg 276
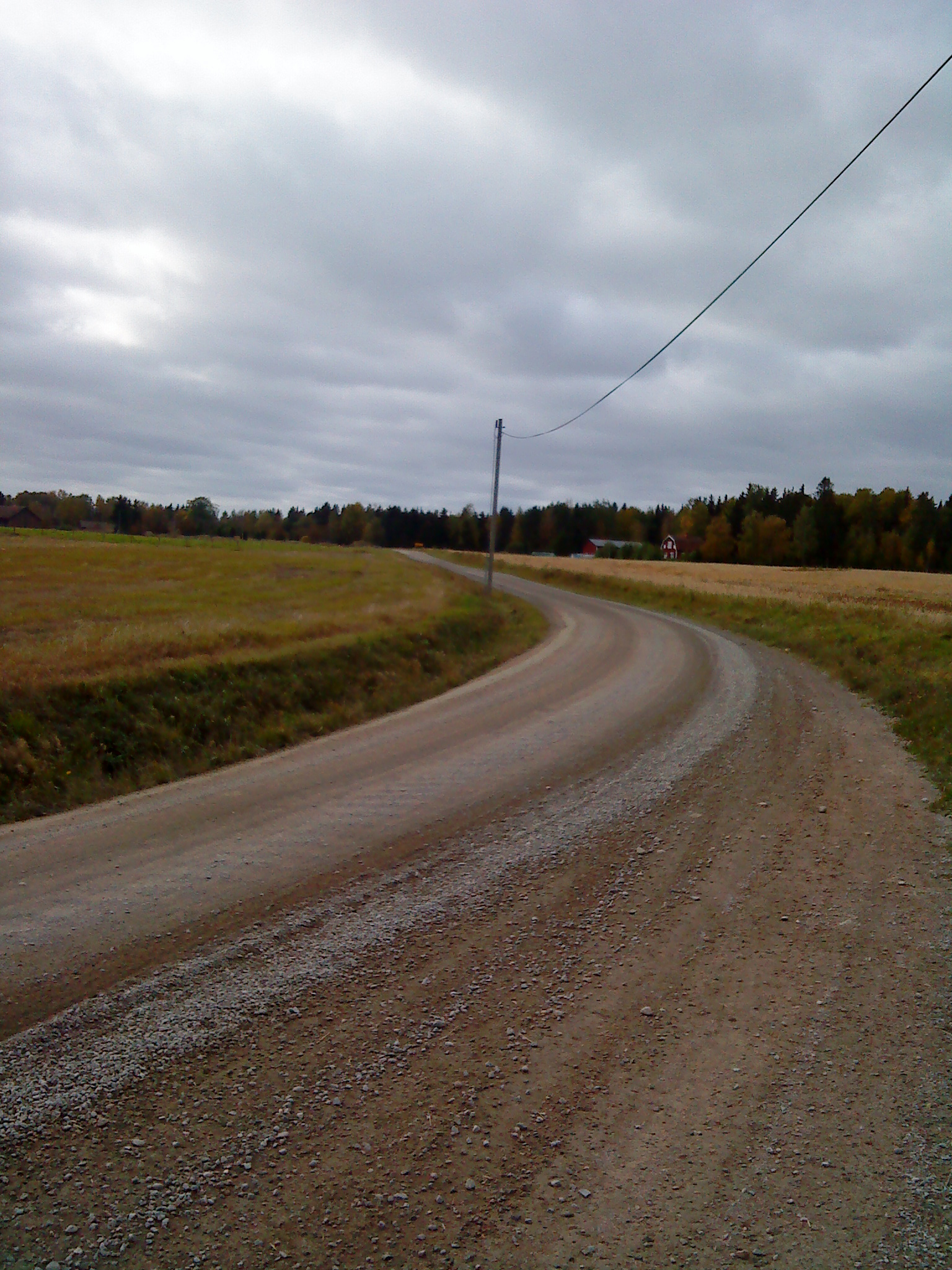
Halfverharde secundaire länsväg 819 in Uppsala